# فرانك أوبنهايمر
فرانك أوبنهايمر (بالإنجليزية: Frank Oppenheimer)‏ (و. 1912 – 1985 م) هو فيزيائي، ومدرس، ومربي ماشية، وعالم نووي من الولايات المتحدة الأمريكية . ولد في نيويورك.
شارك في مشروع مانهاتن .
توفي في ساوساليتو (كاليفورنيا) ، عن عمر يناهز 73 عاماً.بسبب سرطان الرئة .

## التعليم
تعلم في معهد كاليفورنيا للتقنية، وجامعة جونز هوبكينز

## مناصب وهيئات
أدار كلية لندن الجامعية.

## جوائز
حصل على جوائز منها:
- قلادة أورستد  [لغات أخرى]‏ (1984)
- زمالة غوغنهايم.

## روابط خارجية
- فرانك أوبنهايمر على موقع إن إن دي بي (الإنجليزية)